# 施穆特河
施穆特河（德語：Schmutter，發音：[ˈʃmʊtɐ]）是一条德國的河流，位於巴伐利亚州，屬於多瑙河的右支流，河道全長76公里，發源自施瓦布明興西南6公里。河流大致流向北，有十多公里的河段与东边数公里外的莱希河平行。在多瑙沃特附近汇入多瑙河。河畔城鎮有菲沙赫、迪多夫、诺伊塞斯、加布林根和梅爾廷根等。